# Planck-hossz
A Planck-hossz a hosszúság természetes egysége, jele: {\displaystyle l_{\mathrm {P} }\ }. Hosszúság nem mérhető kisebb hibával, mint a Planck-hossz, még elvileg sem, tehát bizonyos értelemben ez a létező legkisebb hosszúság.

## Történet
Ezt az egységet Max Planck használta először, aki kifejlesztett egy természetes egységeken – az univerzális fizikai állandókon – nyugvó mértékegységrendszert. A Planck-hossz, Planck-idő és Planck-tömeg olyan módon megválasztott egységek, hogy c, G, és {\displaystyle \hbar \,} mind egyenlők legyenek 1-gyel, és így eltűnjenek a fizikai egyenletekből, amik használják ezeket mint arányszámokat. Bár abban az időben, amikor Planck javasolta őket, a kvantummechanika és az általános relativitáselmélet még ismeretlen volt, később világossá vált, hogy a Planck-hossz skáláján a gravitáció kvantummechanikai effektusokat kezd mutatni, ami csak egy új, még kidolgozandó elmélet, a kvantumgravitáció alapján lesz magyarázható.

## Érték
Egy {\displaystyle \pi } faktort elhanyagolva a Planck-tömeg az a tömeg, aminek a Schwarzschild sugara és Compton-hullámhossza ugyanaz a távolság. Ez a távolság a Planck-hossz, ami:
{\displaystyle l_{\mathrm {P} }={\sqrt {\frac {\hbar G}{c^{3}}}}\approx 1{,}616\,229(38)\cdot 10^{-35}} méter
ahol:
{\displaystyle \hbar \ } a redukált Planck-állandó
G a gravitációs állandó
c a fénysebesség vákuumban
Közönséges mértékegységekkel a Planck-hossz 10−33 centiméter. A megfigyelhető Univerzum becsült sugara (7,4·1026 m) a Planck-hossz 1,2·1062-szerese.

## Jelentőség
Egy {\displaystyle \pi } faktort elhanyagolva a Planck-tömeg durván egy olyan fekete lyuk tömege, aminek Schwarzschild-sugara egyenlő a Compton-hullámhosszával. Egy ilyen fekete lyuk sugara nagyjából a Planck-hossz.
Ennek a jelentését egy gondolatkísérlettel szemléltethetjük. Tegyük fel, hogy a feladat egy objektum helyzetének mérése a róla visszaverődő fény segítségével. Nagy pontosságú méréshez nagy energiájú, rövid hullámhosszú fény szükséges. Ha az energiája elég nagy ahhoz, hogy pontosabban mérjen, mint a Planck-hossz, akkor elvben egy fekete lyukat képeznének, amikor ütköznek az objektummal. A fekete lyuk lenyelné a fotont, és lehetetlenné tenné a mérést. Egyszerű, dimenzióanalízist alkalmazó számítás azt mutatja, hogy ez a probléma megjelenik, ha az objektum méretét a Planck-hossznál pontosabban akarjuk mérni.
Jegyezzük meg, hogy ezt a gondolatkísérletet mind az általános relativitáselméletet, mind a kvantumelméletet használja (nevezetesen a határozatlansági elvet). Együtt ezek az elméletek azt állítják, hogy lehetetlen a hosszúságot a Planck-hossznál pontosabban mérni. Azaz eszerint bármely kvantumgravitáció-elméletben, ami a két nevezett kiinduló elméletet kombinálja, a tér és idő hagyományos fogalma megszűnik értelmesnek lenni a Planck-hossznál rövidebb távolságon és a Planck-időnél rövidebb időintervallumban. Ezért az energia kvantálása a fizika jelenlegi állása szerint arra vezet, hogy a tér és az idő is kvantált (diszkrét) és nem folytonos.